# 長發邨

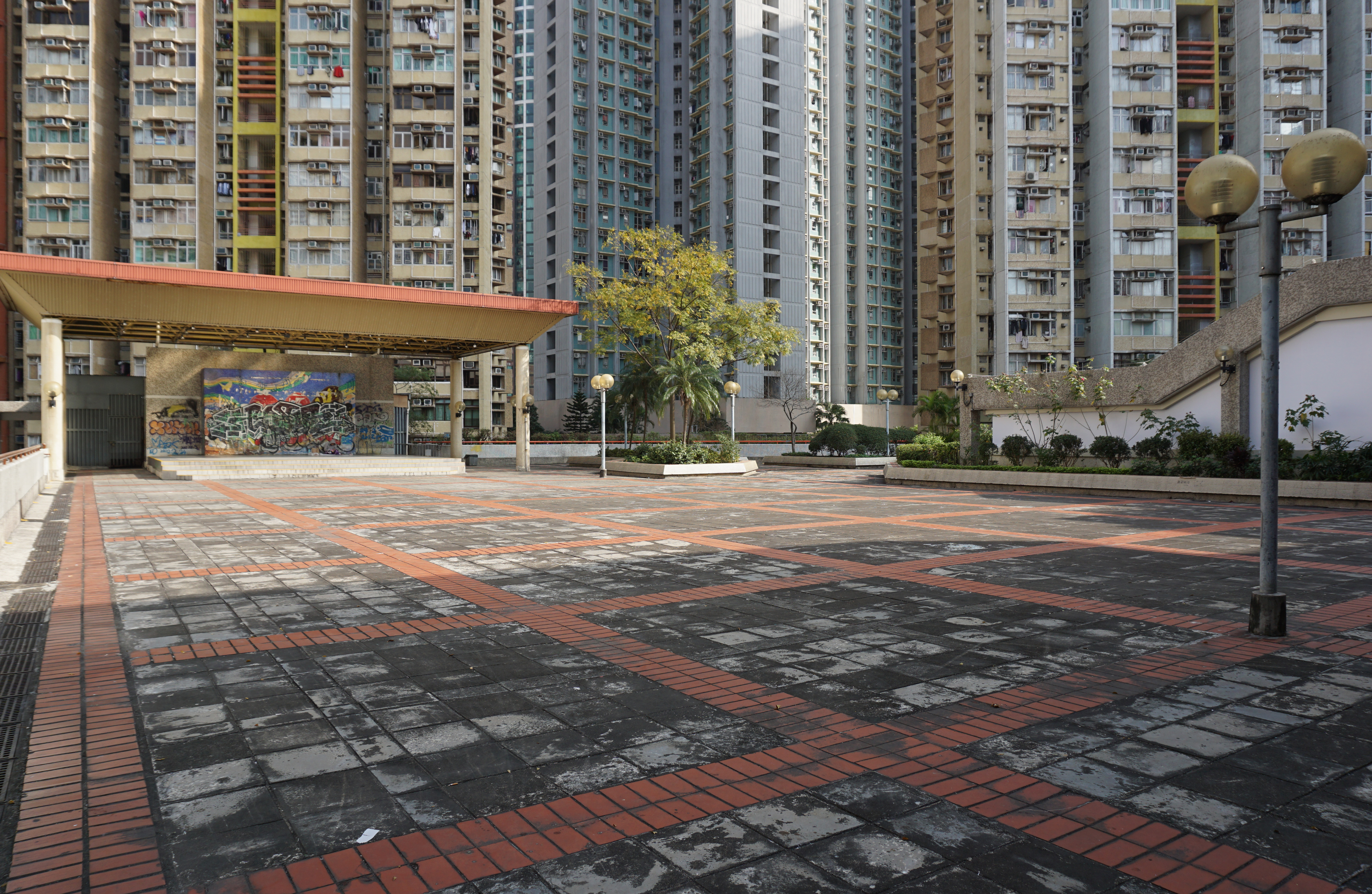
長發廣場平台花園

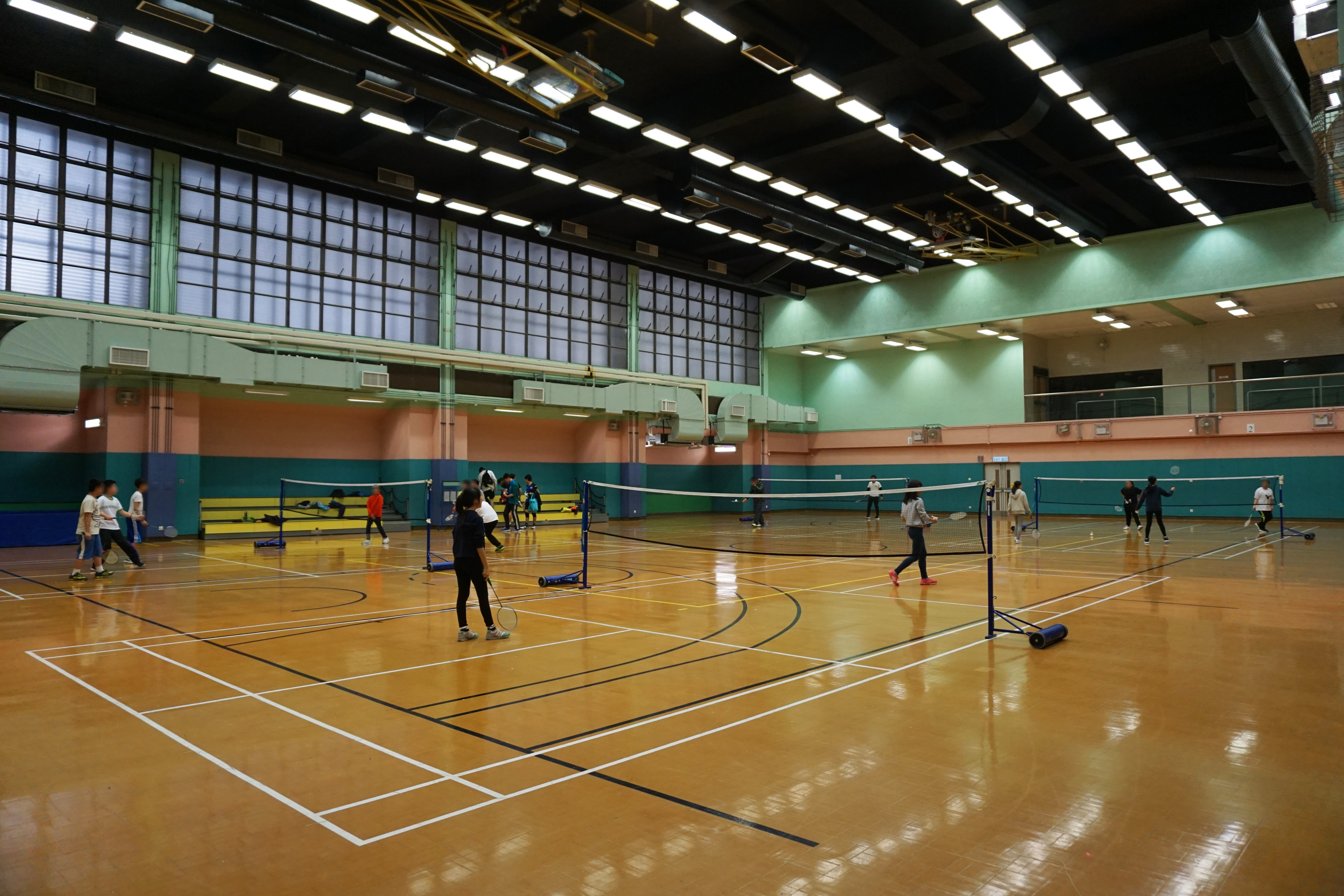
長發體育館

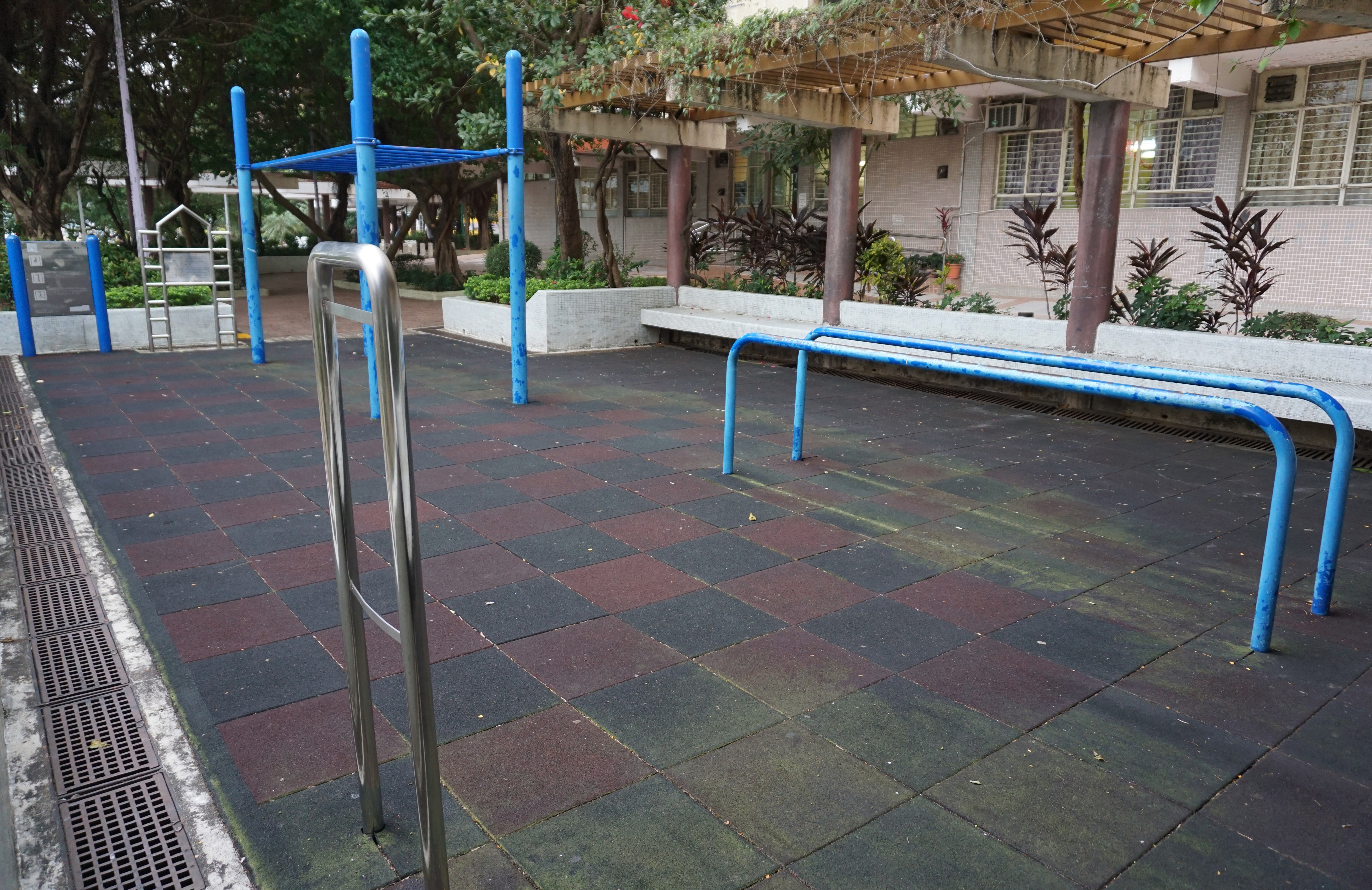
健體區

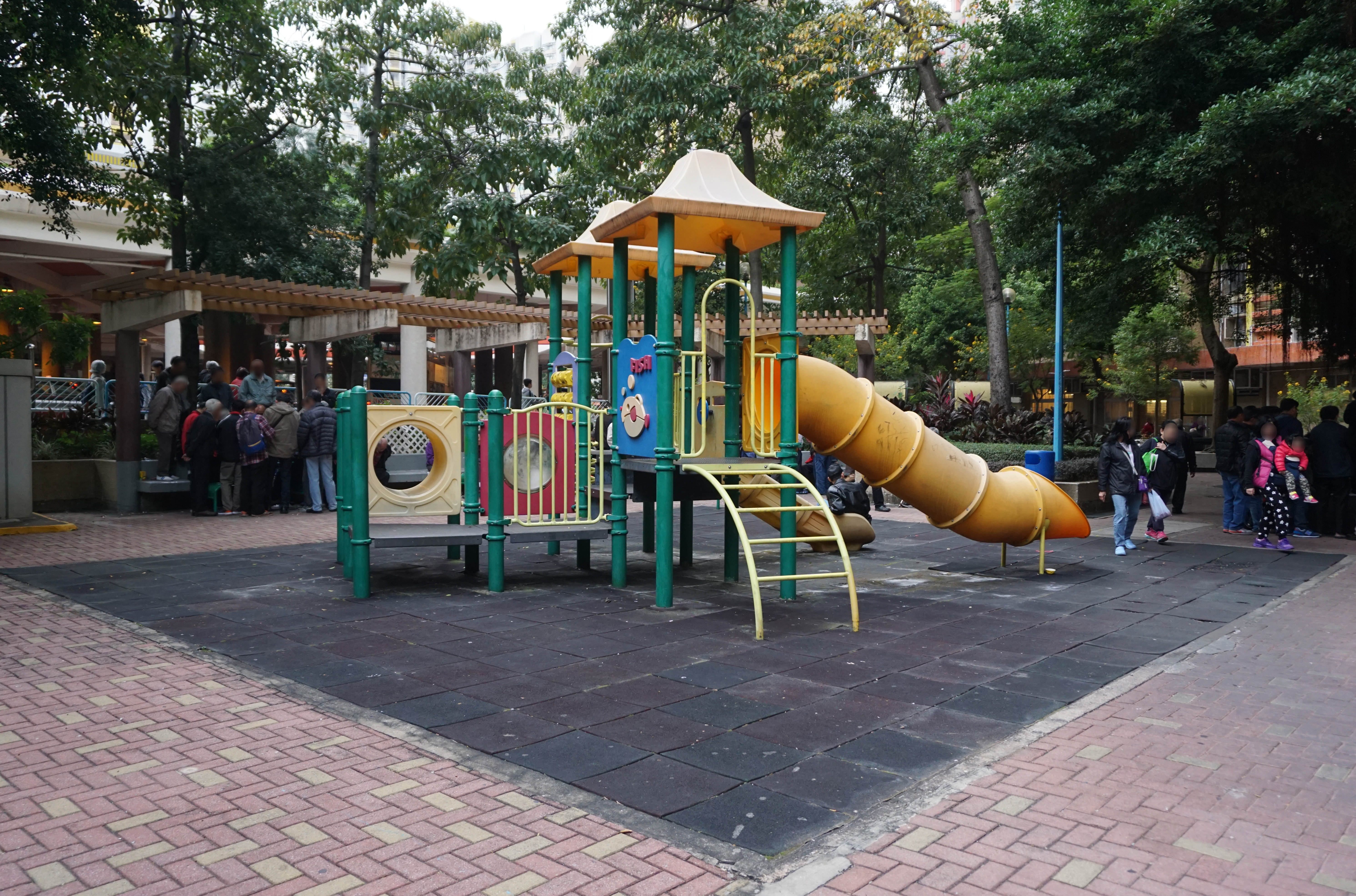
兒童遊樂場

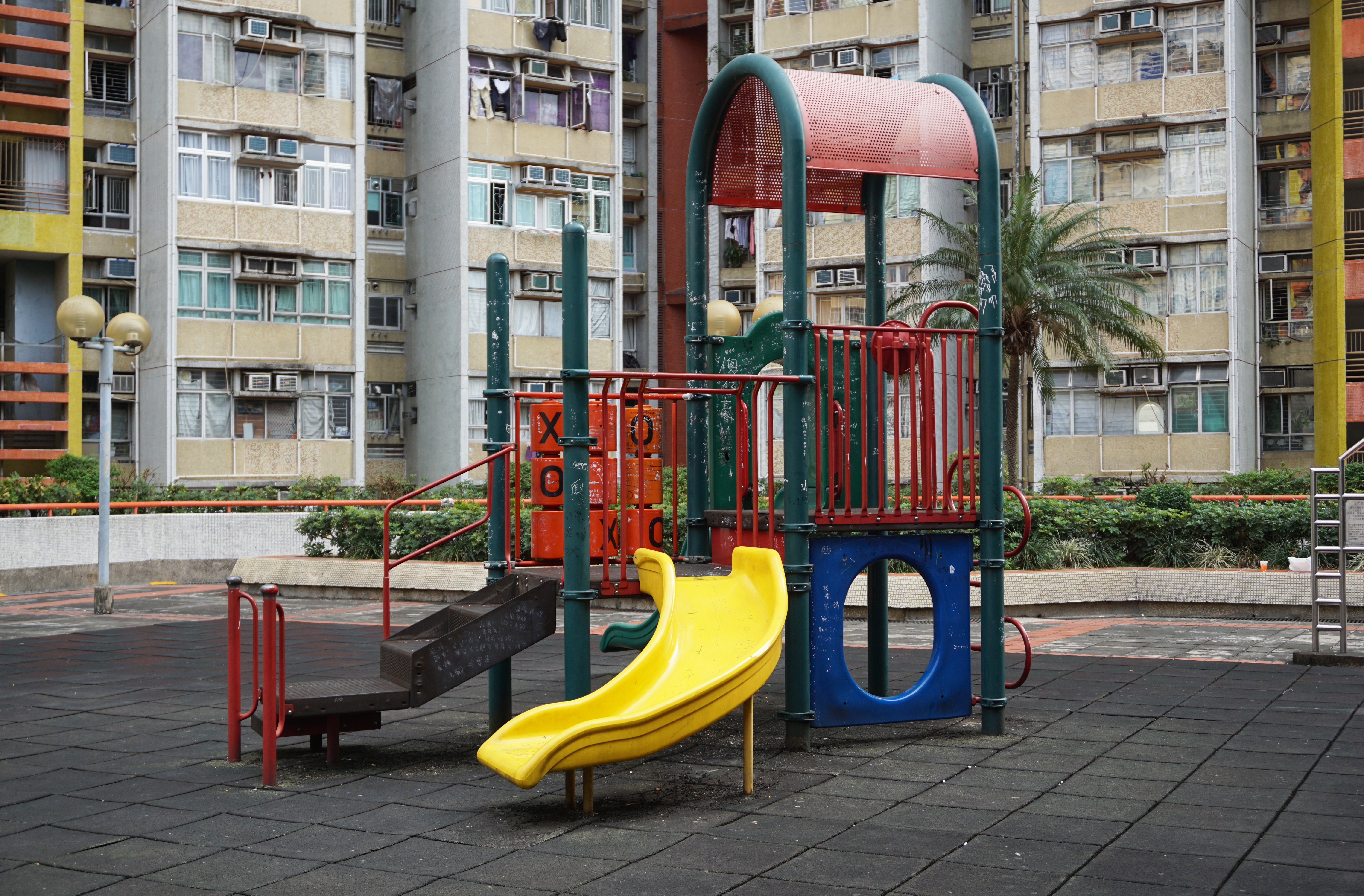
兒童遊樂場（2）（位於長發廣場平台）

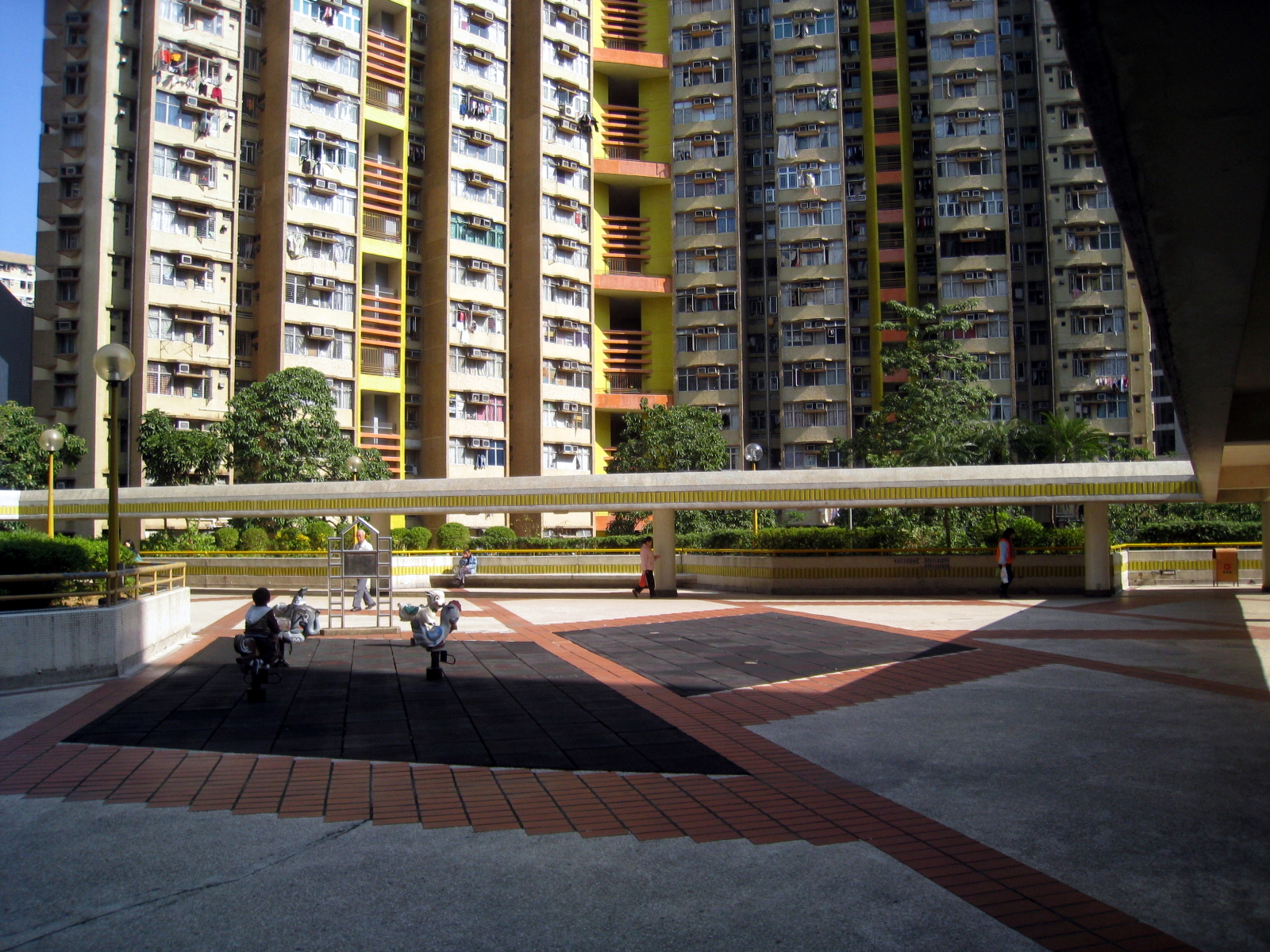
兒童遊樂場（3）（位於長發邨平台）

長發邨（英語：Cheung Fat Estate），是香港的一個公共屋邨，位於新界青衣島北面，本屬長安邨的一部份，因屋邨管理上的需要，於1986年將施工中的第11至15座樓宇從長安邨分拆出來，且易名為長發邨。長發邨於1989年開始入伙，亦是26座問題公屋醜聞中葵青區受影響屋邨居民的其中一個次要安置屋邨，並用作安置鑽石山元嶺寮屋區居民。其後於2005年9月1日起在租者置其屋計劃（第六期乙）將單位出售給所屬租戶。現時的管理公司是佳定物業管理有限公司。
青雅苑（英語：Ching Nga Court）本屬長安邨第12座，於1989年4月由房委會甄選列入第十一期甲居者有其屋計劃發售，同年11月30日入伙。

## 歷史
長發邨和青雅苑前身是担杆山龍洲和對出的填海地，它們的興建與青衣北橋的興建是息息相關的。
青衣島於1970年代開始發展，青衣大橋於1974年建成，而鄰近青衣大橋的長青邨於1977年入伙。及至1980年代時，當時青衣大橋是唯一一條陸路通道連接青衣，而青衣南是工業區，所以有很多重型車輛使用，導致青衣大橋損耗較嚴重，加上青衣不斷興建公共屋邨，所以當局在1983年於青衣北面進行填海工程，用以興建青衣北橋，來減輕青衣大橋的負荷。青衣北填海工程將青衣島與牙鷹洲併合起來，填海區後便建成了長安邨。同時還興建青安臨時房屋區及青發臨時房屋區。其後青發臨屋區重建成青宏苑，青安臨時房屋區清拆後香港房屋委員會與寶灝有限公司聯合重建成青逸軒，原屬私人參建居屋，但因香港政府暫停出售居屋，青逸軒便改為公共屋邨出租。
長安邨本來有15座，因屋邨管理上的需要，於1986年將施工中的第11至15座樓宇從長安邨分拆出來，且易名為長發邨以及青雅苑。由於原訂「長安商場」的位置位於分拆後的長發邨內，故此商場亦更名為長發商場。而長發邨亦是房屋署改用採用預製組件施工法前，最後一批完全採用機械式／半機械式施工技術（即抬模或預製樓板+主力牆）興建的的標準型甲類屋邨及居屋大廈之一。另外，部分大廈本來是規劃採用Y1型，以便安置來自舊屋邨的一至二人住戶，但適逢Y3型大廈建築設計發表，最終悉數改用新設計。
近藍巴勒海峽的位置於填海後預留興建青衣站（前稱青衣機鐵站）。青衣站上蓋興建了盈翠半島及青衣城，沿海邊位置興建了青衣海濱公園。長發邨與長安邨同時鄰近青衣站，而兩邨內擁有青衣最大的公共交通總站（長安巴士總站）。所以兩邨同樣是整個青衣島上交通最方便的公共屋邨。
直至2020年中，長發邨的出售率僅有約65%，在全港租置屋邨屬於偏低，亦是擴展市區中最低。

## 屋苑資料

### 長發邨
| 樓宇名稱（座號）           | 樓宇類型            | 入伙日期     | 層數 | 每層伙數                   | 每座單位數目（伙） | 承建商   | 提供升降機的廠商 | 原屬樓宇     |
| -------------------------- | ------------------- | ------------ | ---- | -------------------------- | ------------------ | -------- | ---------------- | ------------ |
| 敬發樓（第1座） （英語：King Fat House） | Y3型 （早期型設計） | 1989年9月1日 | 35   | 24（2-3樓） 32（其餘樓層） | 1072               | 新昌營造 | 迅達             | 長安邨第11座 |
| 亮發樓（第3座） （英語：Leung Fat House） | 新長型              | 1989年3月1日 | 21   | 26                         | 468                | 新昌營造 | 迅達             | 長安邨第13座 |
| 賢發樓（第4座） （英語：Yin Fat House） | 新長型              | 1989年2月1日 | 21   | 26                         | 494                | 新昌營造 | 迅達             | 長安邨第14座 |
| 俊發樓（第5座） （英語：Chun Fat House） | 新長型              | 1989年4月1日 | 21   | 26                         | 494                | 新昌營造 | 迅達             | 長安邨第15座 |

（註：因發展計劃內的第2座（原長安邨第12座）已經轉作居者有其屋計劃屋苑的關係，故此略去部份座號。上述座號是以房屋署Estate Property的記錄為依歸。）

### 青雅苑

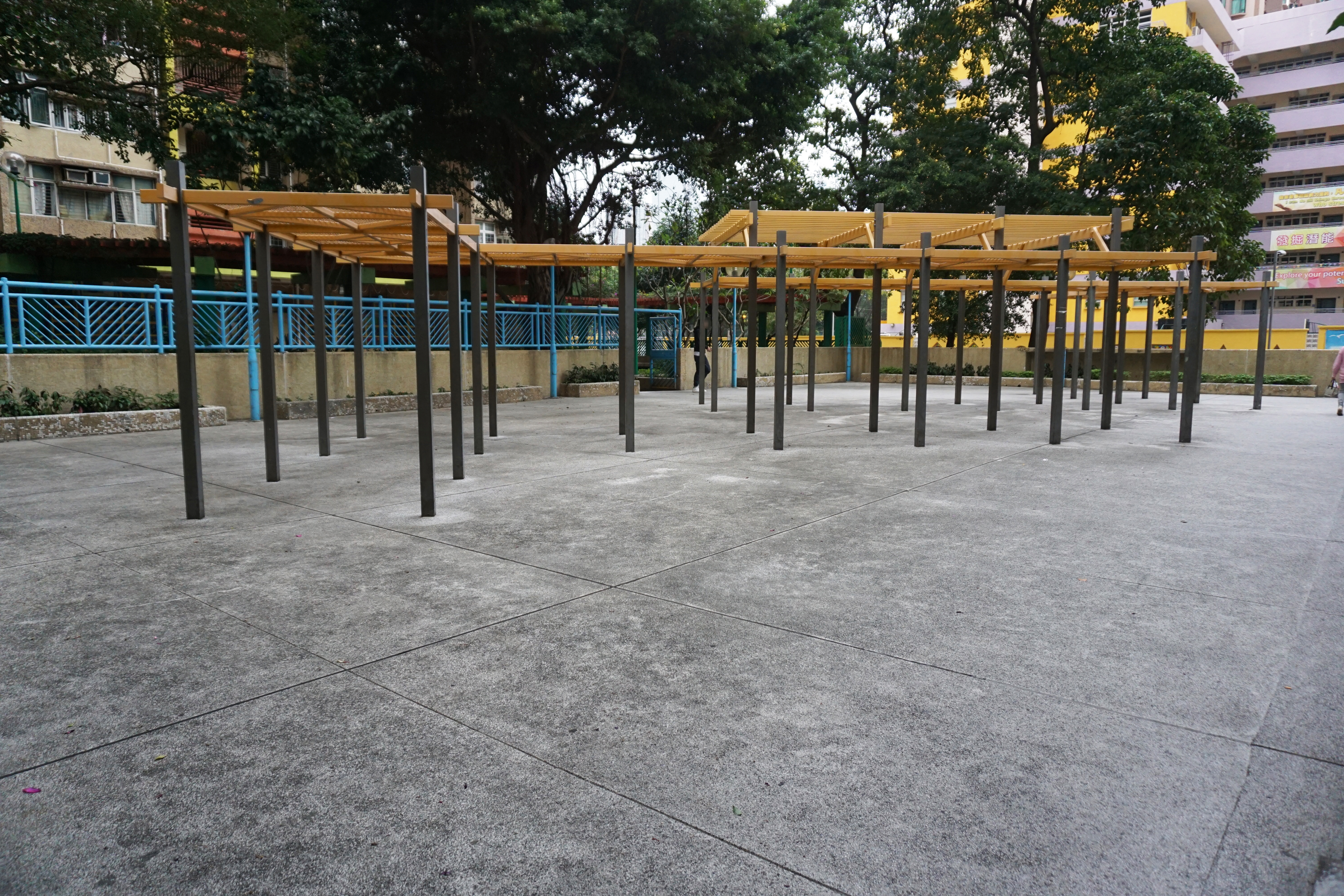
休憩空間
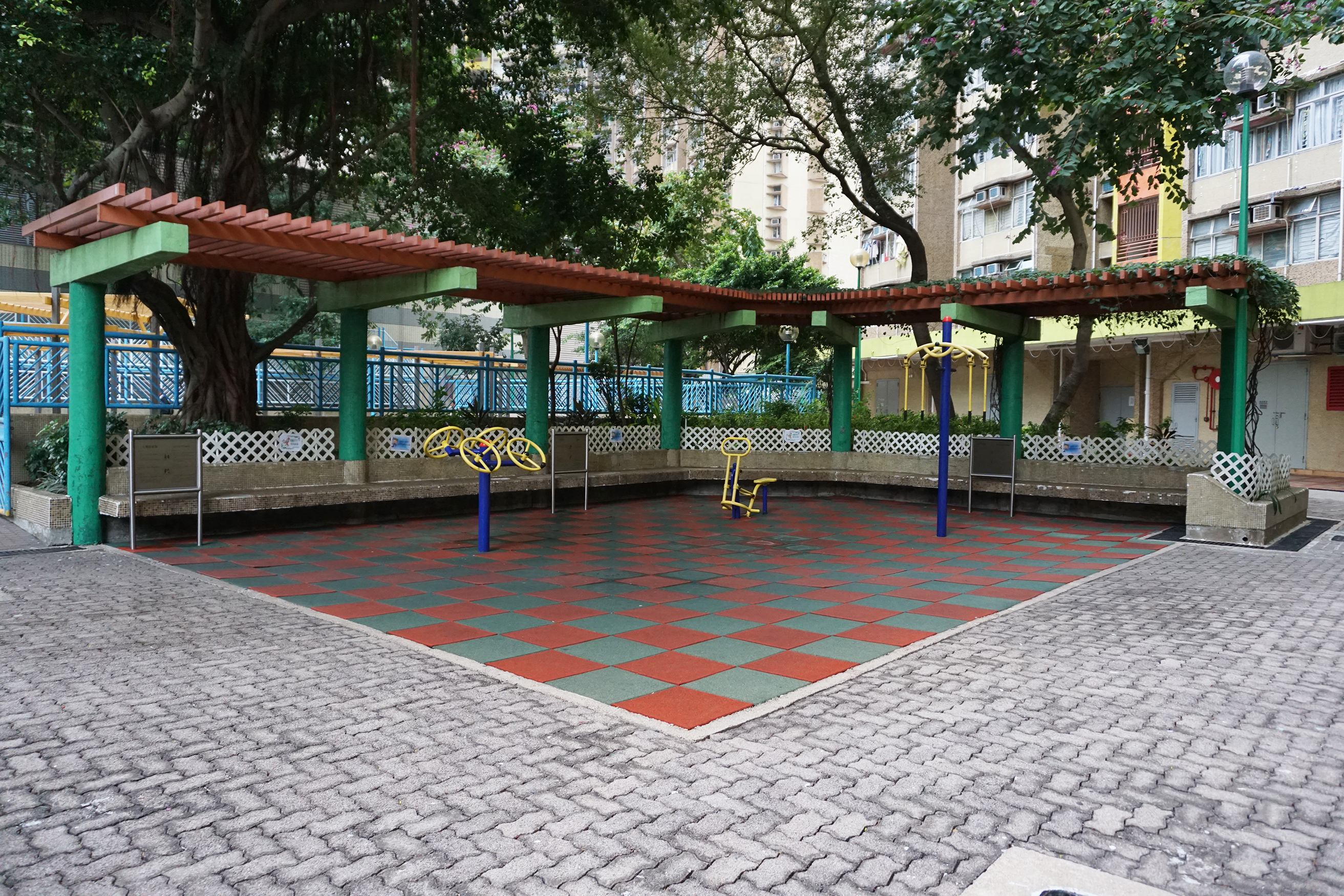
健體區

| 樓宇名稱（座號）    | 樓宇類型            | 入伙日期       | 層數 | 每層伙數 | 單位數目（伙） | 承建商   | 提供升降機的廠商 | 原屬樓宇     |
| ------------------- | ------------------- | -------------- | ---- | -------- | -------------- | -------- | ---------------- | ------------ |
| 青雅苑（A座/第2座） | Y3型 （早期型設計） | 1989年11月30日 | 35   | 24       | 816            | 新昌營造 | 迅達             | 長安邨第12座 |

### 教育及福利設施
長發邨內有小學一間：
- 中華傳道會呂明才小學（1966年創辦，1988年遷至現址重開）

長發邨內有幼稚園一間：
- 新界婦孺福利會長發邨幼兒學校（1991年創辦）（位於長發邨社區中心5樓）

青雅苑內有幼稚園一間：
- 荃灣商會鍾來幼稚園（1990年創辦）（位於青雅苑地下）

已結束
- 中華基督教會香港志道堂基博幼稚園（1989年創辦）（位於長發邨敬發樓地下）

### 長者鄰舍中心
- 保良局曹金霖夫人耆暉中心（位於長發邨敬發樓地下102室及長發社區中心一樓）

### 其他設施
長發邨內設有多項設施，包括多層停車場、長發廣場、長發邨社區中心及三個兒童遊樂場。長發廣場附近設有體育館，內設壁球、羽毛球及籃球場設施。

## 圖片庫

### 長發邨

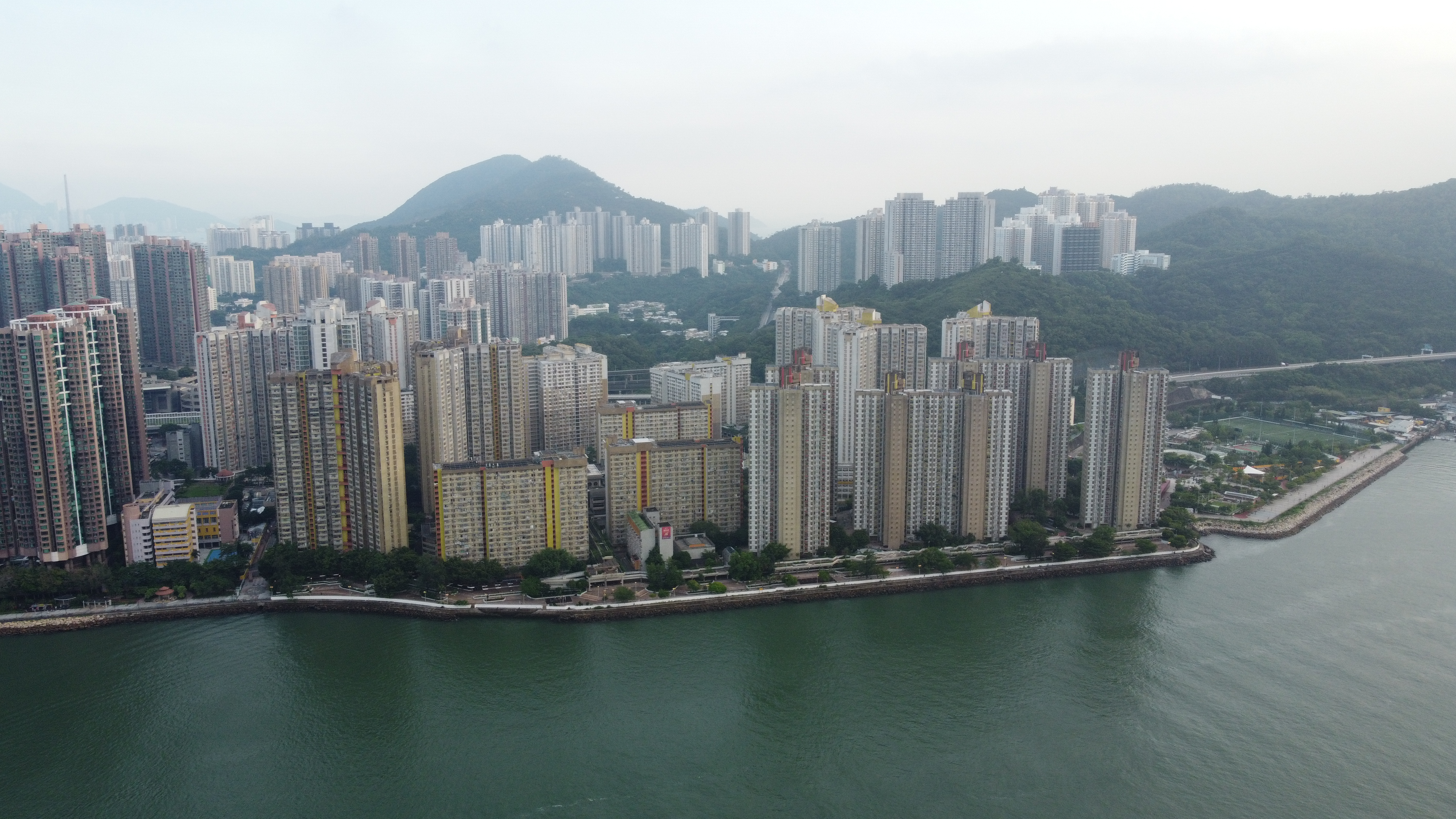
長發邨（左方）以及附近屋苑（2022年8月）
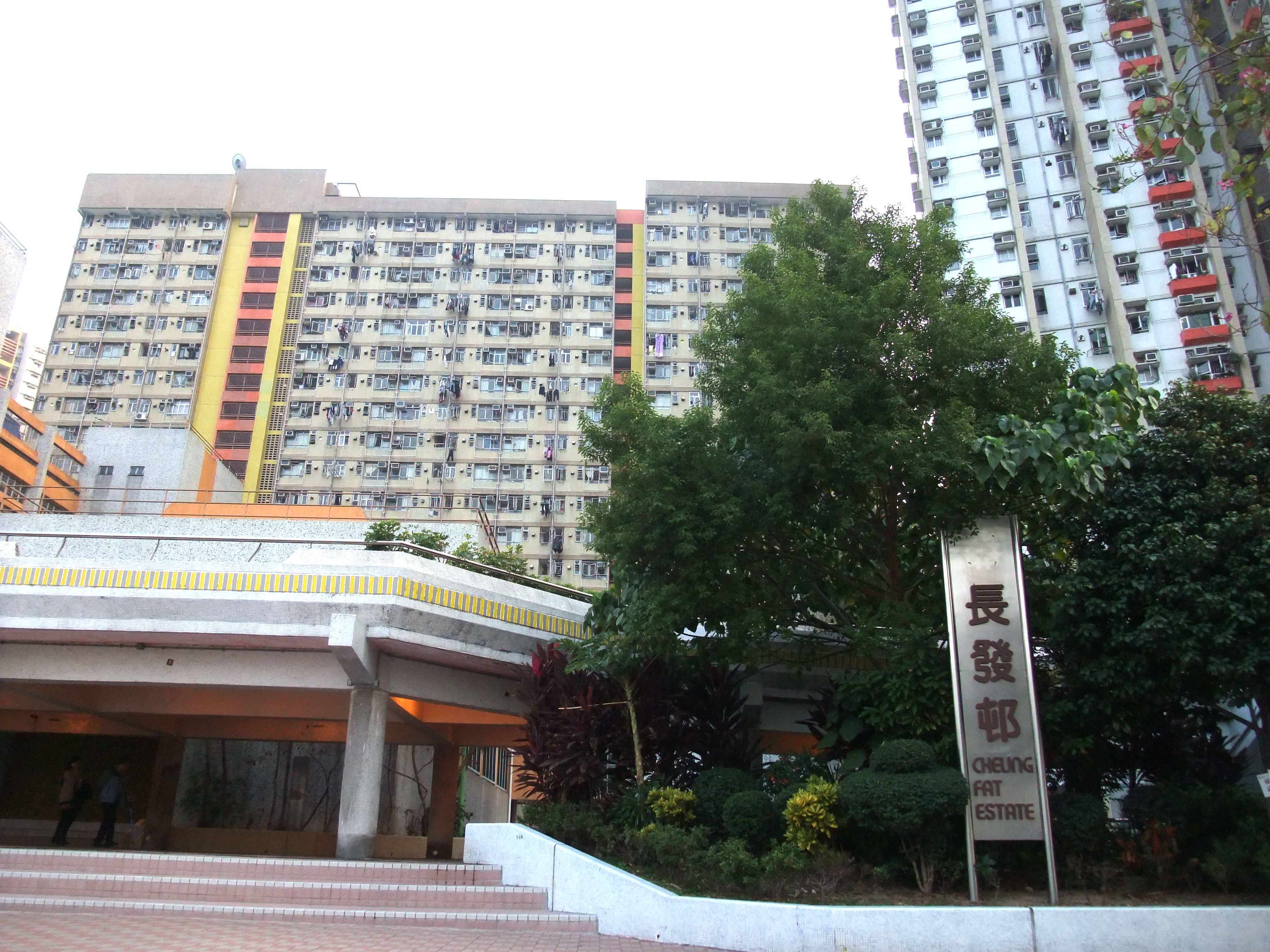
長發邨面向青衣海濱公園的入口
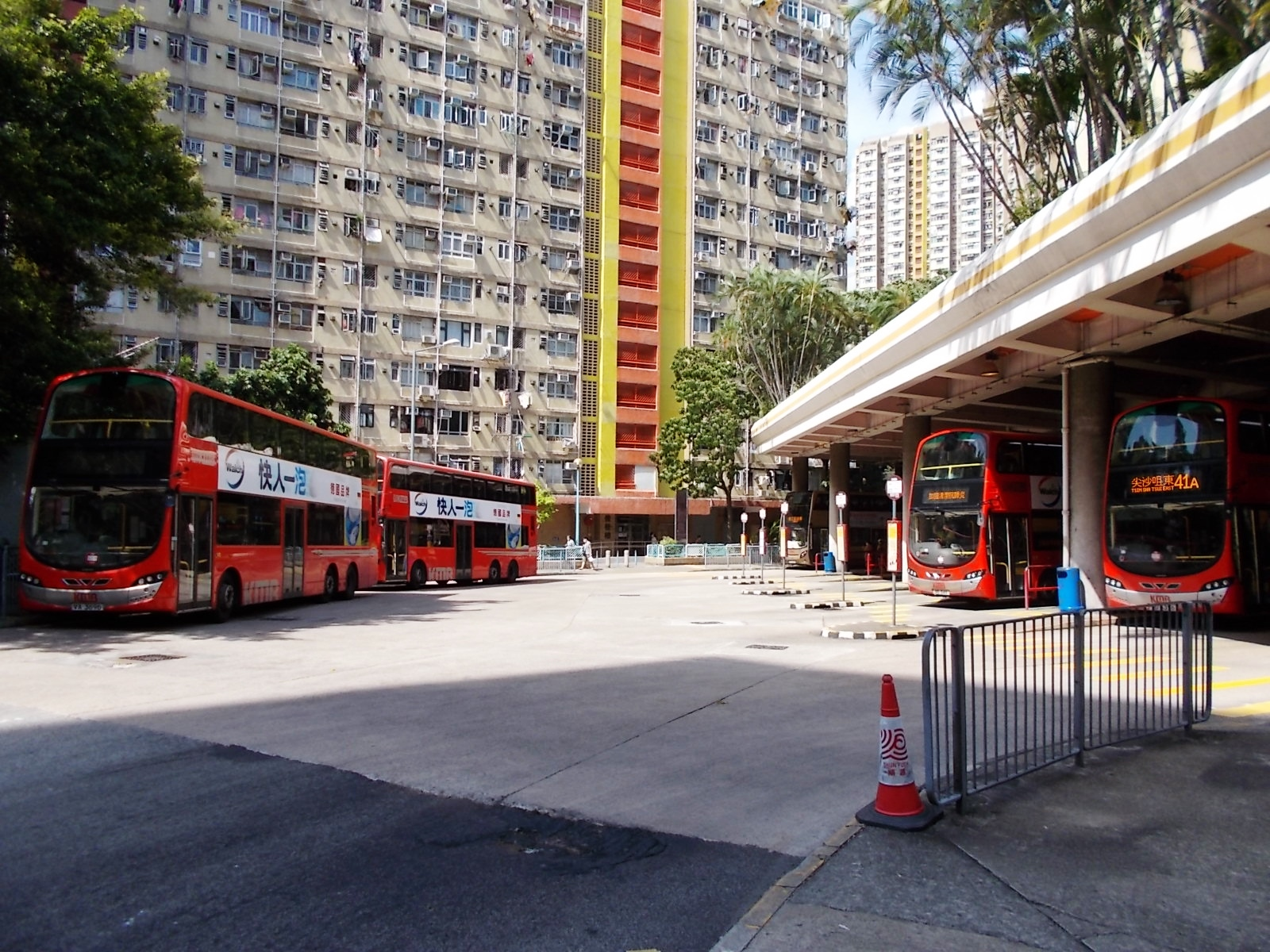
長安巴士總站是青衣一個主要的交通樞紐，不同路線的巴士把青衣居民帶到香港不同的地方，如旺角、沙田、藍田與銅鑼灣等。

### 青雅苑
- 休憩空間
- 健體區

## 事件

### 長發街市罷市事件
2016年2月，街市商戶不滿領展未經通知下，將街市管理權外判予「建華(街市)管理有限公司」，擔心新的承判商會加租，迫走小商戶。商戶於2月15日發起一連7日的「長發街市正月罷市大行動」抗議。在首天罷市期間，有不明來歷的人士在街市內擺賣。其間有商戶與領展職員理論，質疑在營業的3間商戶無牌，屬非法擺賣。唯該商戶拒絕回應記者提問。
領展回應指由於商戶罷市下居民有購物的需要，所以採取應急措施，將一些空置檔位租給臨時商戶，售賣日用品等。
到2016年3月30日，全數135檔商戶收到建華通知，所有租戶最遲於9月30日離場。關注組在Facebook號召市民「團結全港街市去對抗」，冀全港18區街市一起對抗領展。

### 低層起火，緊急疏散
2022年4月4日中午12點，長發邨後發樓内一低層單位發生火警。大量濃烟湧出，烟霧籠罩大廈。有住戶察覺並報警求助。消防在接報後立即趕往滅火，並派出搜救隊挨家挨戶拍門要求疏散。大廈約170名居民被疏散到地面，但亦有近50位居民被困天臺。更有4名住戶因吸入濃烟不適住院。

### 女子留遺書后墮樓
2023年10月21日晚上，青衣長發邨一女子在樓上留下遺書後，從高處跳下。有市民在途徑長發邨俊發樓平臺時，發現女子已倒臥平臺上。該市民隨後報警。而醫護人員在趕到現場後當場宣佈不治。而後警方在逐樓查找後終於拾獲女子遺書。疑似因爲生活問題困擾而自尋短見。

## 外部連結
- 房委會物業位置及資料 長發邨（页面存档备份，存于）
- 房委會物業位置及資料 青雅苑（页面存档备份，存于）
- 長發街市關注組 （页面存档备份，存于）